# Байденки
Байденки — в городском округе Серпухов Московской области. До упразднения в 2018 году Серпуховского района входила в состав Данковского сельского поселения (до 29 ноября 2006 года входила в состав Туровского сельского округа).
Расположена примерно в 22 км (по шоссе) на восток от Серпухова, на реке Елинка (правый приток Лопасни), высота центра деревни над уровнем моря — 159 м.

## Население
| 2002 | 2006 | 2010 |
| ---- | ---- | ---- |
| 7    | ↘1   | ↗5   |